# Héctor Zerrillo
Héctor Zerrillo, anche noto come Zerillo (Junín, 1º gennaio 1941 – Avellaneda, 30 dicembre 2010), è stato un calciatore argentino.

## Carriera
Formatosi nelle giovanili del Club Atlético Rivadavia de Junín e poi dell'Independiente, Zerrillo nel 1960 venne ceduto in prestito al Sarmiento, società in cui giocò anche l'anno successivo nonostante contemporaneamente dovesse espletare gli obblighi di leva.
Nel 1962 tornò a militare nell'Independiente, società con cui vinse il campionato 1963 e la Copa de Campeones de América 1964, l'attuale Coppa Libertadores (l'Independiente si aggiudicherà anche l'edizione seguente ma Zerrillo non vi disputò alcun incontro).
Terminata l'esperienza all'Independiente nel 1967 passa agli statunitensi del Philadelphia Spartans, società militante in NPSL I. Con gli Spartans ottiene il secondo posto della Estern Division, non riuscendo così a classificarsi per la finale del campionato.
L'anno seguente torna in Argentina per giocare nell'Atlanta. Con i Los Bohemios milita due anni, prima di trasferirsi all'Arsenal Fútbol Club, ove chiuderà la carriera agonistica.
Ritiratosi da calcio giocato, fu direttore tecnico di vari club argentini nelle serie inferiori.

## Palmarès

### Competizioni nazionali
- Campionato argentino: 1

Independiente: 1963

### Competizioni internazionali
- Coppa Libertadores: 1

Independiente: 1964